# Окунев, Григорий Сергеевич
Григорий Сергеевич Окунев (31 июля 1900, Рогачёв, Могилёвская губерния — 28 июля 1938, Коммунарка) — советский военный политработник, начальник политуправления Тихоокеанского флота, член Военного совета НКО СССР, армейский комиссар 2-го ранга (20.11.1935).

## Биография
Григорий Сергеевич Окунев родился в селе Новоселовка Рогачевского уезда 18 июля 1900 г. Фамилия при рождении — Окунь. Семья сельского плотника была многодетной и бедной. В 14 лет работал подручным слесаря на газовом заводе в Рогачёве. Член РСДРП(б) с ноября 1917 года, партийный билет был выдан Политуправлением Черноморского флота. Был направлен в Саратовскую губернию агитатором в губком партии, с лета 1918 года — секретарь Фабрично-заводского райкома партии Саратова. Весной 1919 года в составе коммунистического батальона вступил в Красную Армию и ушёл на фронт. Участник Гражданской войны, воевал под Поволжье у Новохопёрска, Поворино, Звягинцево, Борисоглебска и Балашова.
В 1919 женился на Алевтине Алексеевне Москвиной. Она оставила девичью фамилию, однако в документах от 1956 года записана как Москалева-Окунева. Детей у пары не было.
С 1920 года — начальник политотдела военного комиссариата, секретарь Новоузенского уездного комитета РКП(б) (Саратовская губерния), член уездного ревкома, член уездного комитета обороны. В феврале-марте 1921 года был делегатом X съезда РКП(б) и в числе других делегатов участвовал в подавлении Кронштадтского восстания. За личную храбрость в бою награждён орденом Красного Знамени. Вернувшись в Саратов, был назначен членом президиума Саратовского губернского комитета РКП(б).
В конце 1921 года в числе ряда крупных партийных руководителей был направлен для укрепления политической работы в Красную Армию. Служил в Морских силах Чёрного моря (тогдашнее официальное название Черноморского флота) инспектором агитпропа, начальником агитотделения, начальник Организационно-инструкторского отдела штаба МСЧМ, с 9 февраля 1922 года — заместитель начальника Политуправления Черноморского флота. С 14 июля 1923 года — заместитель начальника Политуправления Морских сил Черноморского флота. 15 августа 1925 года окончил Военно-политические академические курсы высшего полит состава РККА и флота и приказом РВС СССР по личному составу армии назначен заместителем начальника Политуправления Балтийского флота. С декабря 1927 по декабрь 1930 гг. — член РВС СССР и начальник Политуправления Морских сил Чёрного моря. Все силы и способности он отдает восстановлению и реорганизации флота, подготовке и воспитанию моряков. Деятельность политуправления Черноморского флота и его руководителя получили высокую оценку Политуправления Красной Армии.
25 июля 1929 года в сопровождении В. М. Орлова и Г. С. Окунева И. В. Сталин и иные партийные работники посетили крейсер «Червона Украина».
Примерно в это же время с Окуневым познакомился Н. Г. Кузнецов. В своей книге «Накануне» он оставил следующие воспоминания об Окуневе:

Мне довелось познакомиться с Григорием Сергеевичем в 1931 году в академии. Он тоже был её слушателем. Помнится, каким уважением пользовался он среди нас. И было за что! Мы, однокашники Окунева, до сих пор помним его выступления на собраниях, отличавшиеся смелостью и конкретностью суждений, глубокой принципиальностью. После окончания академии он стал её начальником, а затем комиссаром. В 1934 году его послали на Дальний Восток. И всюду, какие бы высокие посты он ни занимал, люди о нём говорили как о человеке на редкость скромном и даже застенчивом.— Н. Г. Кузнецов. Накануне. — Москва: Воениздат, 1966.
С 1932 года — помощник начальника Военно-Морских сил РККА по политчасти, одновременно с января 1932 года был главным редактором журнала УВМС РККА «Морской сборник». Окончил Военно-морскую академию Рабоче-Крестьянской Красной Армии имени К. Е. Ворошилова в 1933 году и сразу был назначен начальником Военно-морской академии. В конце того же года назначен заместителем начальника Управления Морских сил РККА по политической части. С 1933 по 1936 год — член Реввоенсовета и помощник по политической части Наморси.
В январе 1934 года в связи с широко развернувшейся работой по укреплению морских рубежей Дальнего Востока и строительству флота на Тихом океане Окунева направляют членом Военного Совета и начальником политуправления Морских сил Дальнего Востока (с 1935 года — Тихоокеанский флот).
В июле 1937 года во Владивосток прибыл командующий Азиатским флотом США адмирал Г. Ярнелл на флагманском крейсере «Аугуста». Американских гостей сопровождал большой круг высших должностных лиц, в том числе и Г. Окунев.

## Репрессии
На первом же совещании актива флота 4—8 апреля 1937 года во Владивостоке, где впервые прозвучали слова о необходимости проведения «чистки на флоте», немедленно выступил с обвинениями в адрес целого ряда лиц начальствующего состава флота, а на втором совещании 1—4 июня уже доложил о 22 арестованных военных моряках.
Однако это ему не помогло. В октябре на одном из совещаний нарком К. Е. Ворошилов озвучил показания арестованного начальника штаба флота О. С. Солонникова о троцкистской работе Окунева, а 11 ноября 1937 года Окунев был отстранён от должности в вызван в Москву. Там 1 (по другим данным 2) декабря 1937 года был арестован. Обвинялся в участии в военно-троцкистском заговоре и в шпионаже в пользу Японии. «Признался», что завербовал его лично Я. Гамарник в 1934 году, назвал в числе участников заговора практически всё руководство Тихоокеанского флота.
28 июля 1938 года Военной коллегией Верховного суда СССР признан виновным в участии в военном контрреволюционном заговоре на Тихоокеанском флоте и приговорён к высшей мере наказания. Расстрелян в тот же день.
19 мая 1956 года реабилитирован. Также было прекращено дело в отношении его жены, Алевтины Алексеевны Москалевой-Окуневой.

## Награды
- Орден Ленина (23.12.1935)
- Орден Красного Знамени (1921)

## Факты
- В личных записях его племянника, журналиста Ильи Окунева, есть история о том, как Григорий Окунев однажды стал невольным свидетелем разговора родителей об их дальних предках, которые были кораблестроителями. Один из них строил корабли ещё при Петре, а другой — сто лет спустя. Именно эти старинные предания о его семье якобы привели его на флот.
- Григорий Сергеевич Окунев был лично знаком с многими писателями. Среди них Маяковский, Луговской, Есенин, Кирсанов, Гитович, Твардовский. Некоторых из них Окунев приглашал работать в газете «Красный черноморец», когда работал в Крыму.